# اللج (الطويلة)

تعديل مصدري - تعديل

اللج هي إحدى قرى عزلة لاعة بمديرية الطويلة التابعة لمحافظة المحويت، بلغ تعداد سكانها 82 نسمة حسب تعداد اليمن لعام 2004.